# Lima tegulata
Espèce
Lima tegulata est une espèce éteinte de mollusques bivalves de la famille des Limidae, ayant vécu au Jurassique supérieur il y a environ 160 Ma (millions d'années). 

## Sources
- Fossiles, revue, n°30, 2017. Les fossiles oligocènes-miocènes des environs de Rennes.